# Judo op de Pan-Amerikaanse Spelen 1995
Judo is een van de sporten die beoefend werden tijdens de Pan-Amerikaanse Spelen 1995 in Mar del Plata, Argentinië. Het toernooi begon op 23 maart en eindigde op 26 maart. Bij de vrouwen was Cuba superieur: het land was de sterkste in alle acht de gewichtsklassen.

## Medaillewinnaars

### Mannen
| Gewichtsklasse             | Goud                   | Zilver             | Brons              |
| -------------------------- | ---------------------- | ------------------ | ------------------ |
| Vlieggewicht – 56 kg       | Ismady Alonso          | Luis Vizcaino      | Jacob Flores       |
| Vlieggewicht – 56 kg       | Ismady Alonso          | Luis Vizcaino      | Rodolfo Yamayose   |
| Extra-lichtgewicht – 60 kg | Ewan Beaton            | Manolo Poulot      | Jorge Lencina      |
| Extra-lichtgewicht – 60 kg | Ewan Beaton            | Manolo Poulot      | Carlos Bortole     |
| Lichtgewicht – 65 kg       | Israel Hernández       | Francisco Morales  | Henrique Guimarães |
| Lichtgewicht – 65 kg       | Israel Hernández       | Francisco Morales  | Taro Tan           |
| Lichtmiddengewicht – 71 kg | Jimmy Pedro            | Erick de la Paz    | Jean-Pierre Cantin |
| Lichtmiddengewicht – 71 kg | Jimmy Pedro            | Erick de la Paz    | Sérgio Oliveira    |
| Halfmiddengewicht – 78 kg  | Darío García           | Jason Morris       | Flávio Canto       |
| Halfmiddengewicht – 78 kg  | Darío García           | Jason Morris       | Colin Morgan       |
| Middengewicht – 86 kg      | Nicolas Gill           | Carlos Matt        | Pablo Elisil       |
| Middengewicht – 86 kg      | Nicolas Gill           | Carlos Matt        | Brian Olson        |
| Halfzwaargewicht – 95 kg   | Keith Morgan           | Daniel dell'Aquila | Rafael Hueso       |
| Halfzwaargewicht – 95 kg   | Keith Morgan           | Daniel dell'Aquila | Belarmino Salgado  |
| Zwaargewicht + 95 kg       | José Mario Tranquilini | Frank Moreno       | Orlando Baccino    |
| Zwaargewicht + 95 kg       | José Mario Tranquilini | Frank Moreno       | Damon Keeve        |

### Vrouwen
| Gewichtsklasse             | Goud             | Zilver              | Brons                |
| -------------------------- | ---------------- | ------------------- | -------------------- |
| Vlieggewicht – 45 kg       | Mirledis Turro   | Sherrie Chambers    | Dora Maldonado       |
| Vlieggewicht – 45 kg       | Mirledis Turro   | Sherrie Chambers    | Evelyn Matias        |
| Extra-lichtgewicht – 48 kg | Amarilis Savón   | Carolyne Lepage     | Andrea Berti         |
| Extra-lichtgewicht – 48 kg | Amarilis Savón   | Carolyne Lepage     | María Elena Villapol |
| Half-lichtgewicht – 52 kg  | Legna Verdecia   | Carolina Mariani    | Nathalie Gosselin    |
| Half-lichtgewicht – 52 kg  | Legna Verdecia   | Carolina Mariani    | Joann Quiring        |
| Lichtgewicht – 56 kg       | Driulis González | Corinna Broz        | Renee Hock           |
| Lichtgewicht – 56 kg       | Driulis González | Corinna Broz        | Danielle Zangrando   |
| Halfmiddengewicht – 61 kg  | Ileana Beltrán   | Michelle Buckingham | Xiomara Griffith     |
| Halfmiddengewicht – 61 kg  | Ileana Beltrán   | Michelle Buckingham | Colleen McDonald     |
| Middengewicht – 66 kg      | Odalis Revé      | Liliko Ogasawara    | Dulce Piña           |
| Middengewicht – 66 kg      | Odalis Revé      | Liliko Ogasawara    | Vânia Ishii          |
| Halfzwaargewicht – 72 kg   | Diadenis Luna    | Francis Gómez       | Valria Brandino      |
| Halfzwaargewicht – 72 kg   | Diadenis Luna    | Francis Gómez       | Grace Jividen        |
| Zwaargewicht + 72 kg       | Daima Beltrán    | Adeline Andrade     | Nancy Filteau        |
| Zwaargewicht + 72 kg       | Daima Beltrán    | Adeline Andrade     | Colleen Rosensteel   |

## Medaillespiegel
| Plaats | Land                   | Goud | Zilver | Brons | Totaal |
| 1      | Cuba                   | 10   | 3      | 1     | 14     |
| 2      | Canada                 | 3    | 2      | 6     | 11     |
| 3      | Verenigde Staten       | 1    | 4      | 8     | 13     |
| 4      | Brazilië               | 1    | 3      | 9     | 13     |
| 5      | Argentinië             | 1    | 2      | 3     | 6      |
| 6      | Venezuela              | 0    | 1      | 2     | 3      |
| 7      | Dominicaanse Republiek | 0    | 1      | 1     | 2      |
| 8      | Honduras               | 0    | 0      | 1     | 1      |
| 8      | Puerto Rico            | 0    | 0      | 1     | 1      |
| Totaal | Totaal                 | 14   | 14     | 28    | 56     |